# 卡盧盧希縣

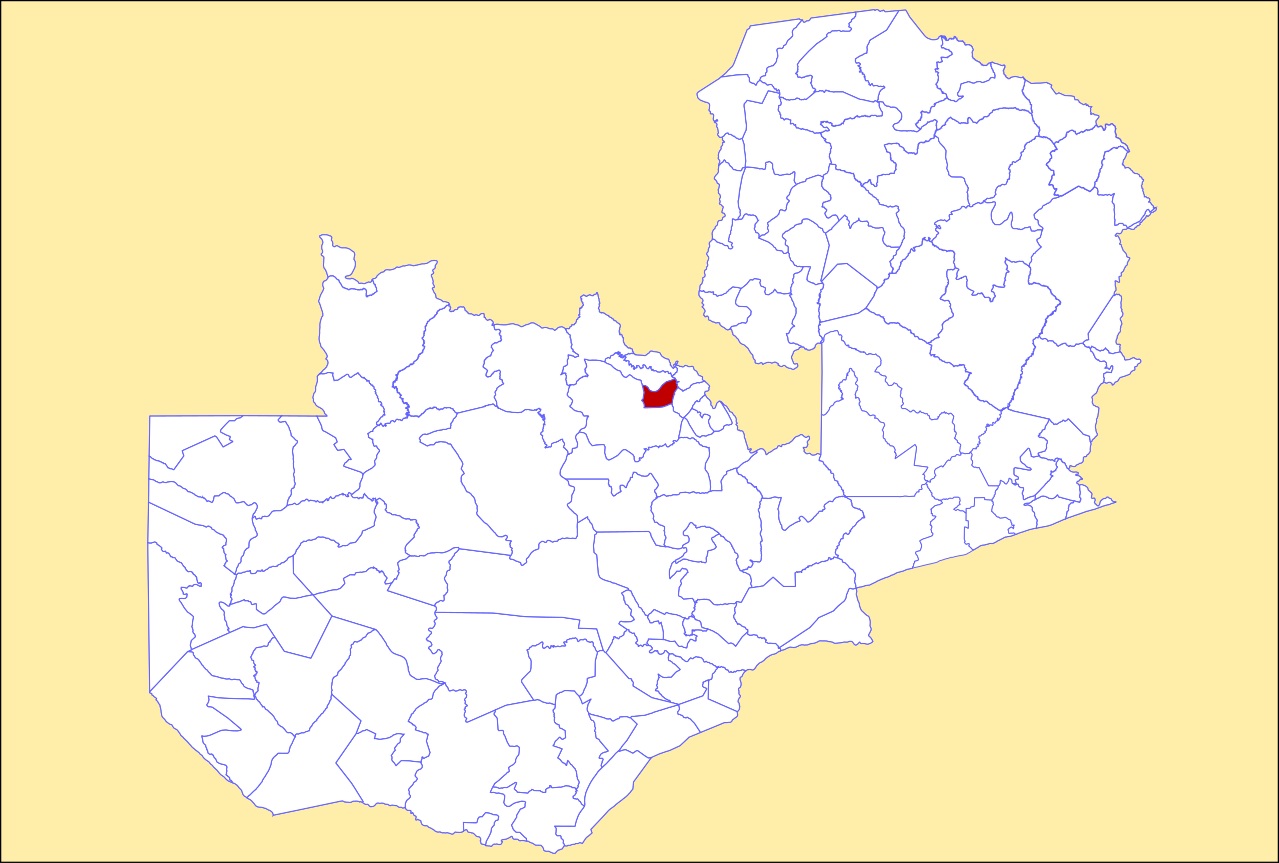

12°40′S 28°00′E / 12.667°S 28.000°E
卡盧盧希縣（英語：Kalulushi District），是贊比亞的縣份，位於該國中部，由銅帶省負責管轄，首府設於卡盧盧希，面積725平方公里，2010年人口100,381，人口密度每平方公里138.5人。